# Digital Signature Algorithm
Digital Signature Algorithm (zkráceně DSA, doslovně přeloženo z angličtiny algoritmus digitálního podpisu) je standard americké vlády pro digitální podpis. DSA byl navržen americkou agenturou NSA, přestože původně byl připisován americkému institutu NIST, který jej v srpnu 1991 určil pro použití v Digital Signature Standard (DSS), specifikovaném ve FIPS 186, jenž byl přijat v roce 1993. Malá úprava standardu byla vydána v roce 1996 jako FIPS 186-1, standard byl dále rozšířen v roce 2000 jako FIPS 186-2, v roce 2009 jako FIPS 186-3 a nakonec v roce 2013 jako FIPS 186-4. V roce 2024 projekt OpenSSH podporu slabého DSA implicitně vypnul a definitivně bylo DSA odstraněno z kódu v roce 2025.

## Charakteristika
DSA je patentováno pod číslem 5231668 a připsáno Davidovi W. Kravitzovi, bývalému zaměstnanci Národní bezpečnostní agentury Spojených států amerických. Národní institut standardů a technologie tento patent dal celosvětové veřejnosti k volnému užívaní bez poplatků. Německý matematik Claus P. Schnorr v té době prohlašoval, že jeho patent na Schnorrův podpis pokrývá i DSA.
Algoritmus samotný je založen na problému výpočtu diskrétního logaritmu, je podobný algoritmu ElGamal.

## Vytváření klíčů
Vytváření klíčů má dvě fáze. Ve fázi první se vyberou parametry algoritmu, které mohou být sdíleny více různými uživateli systému.
- Především se provede výběr kryptografické hašovací funkce. V původní DSS byla jako hašovací funkce povinně SHA-1, ale v současných verzích je povolena též SHA-2.
- Dále se rozhodne o parametrech L a N, které určují délku klíče. V původní verzi DSS byla volba L omezena na násobky 64 v rozsahu 512 až 1024 včetně. Doporučení Národního institutu standardů a technologií číslo 800-57[9] doporučuje délku 2048 (respektive 3072) pro klíče, u kterých se předpokládá používání po roce 2010 (respektive 2030), při použití adekvátně velkého N. Federální standard pro práci s informacemi číslo 186-3[2] doporučuje dvojice L a N (1024,160), (2048,224), (2048,256) a (3072,256). Znamená to tedy, že ve standardu NIST je původní grupa (například 1024 bitů) omezena na podgrupu (síly 160 bitů).
- Dále se vybere N-bitové prvočíslo q. Délka N musí být alespoň taková, jako délka výstupu použité hašovací funkce.
- Dále se vybere L-bitové prvočíslo p takové, že p-1 je násobek q.
- Nakonec se vybere g jako takové číslo, jehož multiplikativní řád modulo p je právě q. Toho lze dosáhnout dosazováním do vzorce g=h(p-1)/q mod p pro náhodná h (kde 1< h < p-1), dokud výsledek není různý od jedné. Většina náhodných voleb h uspěje, nejčastěji se používá h=2.

Parametry (p,q,g) mohou být sdíleny více uživateli a nejsou tajné. Následuje vytvoření samotných klíčů.
- Nejdříve se náhodně vybere soukromý klíč x v rozsahu 0<x<q.
- Pak se spočítá veřejný klíč y - y=gx mod p.

## Podepisování
Při označení hašovací funkce písmenem H a zprávy písmenem z probíhá podepisování takto:
- pro danou zprávu se vybere náhodná hodnota k v rozsahu 0<k<q
- spočítá se r=(gk mod p) mod q
- spočítá se s=(k−1(H(z)+xr)) mod q
- v nepříliš pravděpodobném případě, že je r=0 nebo s=0 se výpočet opakuje od začátku
- jinak je podpisem dvojice (r,s)

## Ověřování podpisu
- pokud neplatí 0< r <q a 0< s <q pak je podpis automaticky zamítnut.
- jinak se spočítá w = (s)−1 mod q
- dále se spočítá u1 = (H(z)*w) mod q
- dále se spočítá u2 = (r*w) mod q
- nakonec se spočítá v = ((gu1*yu2) mod p) mod q
- Podpis platí, pokud platí v = r

## Správnost algoritmu
Ukázat, že správně vytvořený podpis bude jako takový rozeznán, je možné následovně:
Především z g = h(p–1)/q mod p plyne
gq ≡ hp-1 ≡ 1 (mod p) podle
Malé Fermatovy věty. Protože platí g>1 a q je prvočíslo, musí mít g řád q.
Z výpočtu
{\displaystyle s=k^{-1}(H(z)+xr)\mod {q}.}
učiněného během podepisování plyne
{\displaystyle {\begin{matrix}k&\equiv &H(z)s^{-1}+xrs^{-1}\\&\equiv &H(z)w+xrw{\pmod {q}}.\\\end{matrix}}}
A protože g má řád q, platí také
{\displaystyle {\begin{matrix}g^{k}&\equiv &g^{H(z)w}g^{xrw}\\&\equiv &g^{H(z)w}y^{rw}\\&\equiv &g^{u1}y^{u2}{\pmod {p}}.\\\end{matrix}}}
Dohromady tedy
{\displaystyle r=(g^{k}\mod p)\mod q=(g^{u1}y^{u2}\mod p)\mod q=v.}

## Užití
Digital Signature algorithm je široce využíván, mimo jiné v OpenSSL, v OpenSSH a v GnuPG.